# Günter Baltrusch
Günter Baltrusch (* 24. Januar 1942 in Ilmenhagen, Ostpreußen) ist ein ehemaliger deutscher Fußballspieler, der in der DDR-Oberliga, der höchsten ostdeutschen Fußballklasse, für den SC Aufbau Magdeburg und die ASG Vorwärts Stralsund aktiv war.

## Fußball-Laufbahn
Baltrusch begann seine Fußball-Laufbahn bei der landwirtschaftlichen Betriebssportgemeinschaft Traktor in Nedlitz. Nachdem er seine Lehre zum Dreher abgeschlossen hatte, spielte er von 1960 bis 1962 in der Betriebssportgemeinschaft Einheit in der anhaltischen Kreisstadt Zerbst Fußball in der viertklassigen Bezirksliga Magdeburg. Von der BSG Einheit wurde der veranlagte Mittelfeldspieler 1962 zum Fußball-Leistungszentrum des DDR-Bezirks Magdeburg, dem SC Aufbau Magdeburg, delegiert. Es dauerte jedoch bis zum 20. Spieltag der Saison 1962/63, ehe Baltrusch in der Begegnung Aufbau Magdeburg – Motor Jena (2:1) zu seinem ersten Einsatz in der Oberliga kam. Er spielte anstelle des nicht einsatzbereiten Hermann Stöcker als Linksaußenstürmer. Es blieb sein einziger Oberligaeinsatz in dieser Saison, und auch 1963/64 kam er wieder nur einmal in einem Erstligaspiel zum Einsatz.
Nach diesem Misserfolg verließ Baltrusch den SC Aufbau Magdeburg nach zwei Jahren und schloss sich im Sommer 1964 der BSG Motor Dessau an, die in der zweitklassigen DDR-Liga spielte. Als Dessau nach der Saison 1966/67 in die Drittklassigkeit absteigen musste, nahm Baltrusch erneut einen Wechsel vor und spielte von der Spielzeit 1967/68 an beim DDR-Ligisten Vorwärts Stralsund. Mit den Stralsundern stieg er 1971 in die Oberliga auf. An diesem Erfolg war er mit 19 Punktspiel-Einsätzen und einem Tor beteiligt. In seiner dritten Oberligasaison hatte Baltrusch zunächst einen schwierigen Start. Erst am 5. Spieltag kam er für 21 Minuten zum Einsatz, in der Hinrunde spielte er insgesamt nur dreimal. In der Rückrunde schaffte er dann aber den Durchbruch zum Stammspieler, bestritt alle 13 Punktspiele, in der Regel als linker Mittelfeldspieler. Stralsund konnte sich zunächst nur für ein Jahr in der Oberliga halten. Nach zwei Jahren gelang der erneute Aufstieg, und daran war Baltrusch mit 26 Spielen und acht Toren maßgeblich beteiligt. Auch in der neuen Oberligasaison 1974/75 gehörte er zum Stammaufgebot der Stralsunder und kam in 23 Punktspielen zum Einsatz. Die Vorwärtsmannschaft konnte auch im zweiten Oberligajahr den Klassenerhalt nicht sichern. Nach dem Abstieg beendete Baltrusch im Sommer 1975 seine aktive Laufbahn.
Anschließend wurde Günter Baltrusch, ausgebildet als Diplomsportlehrer zunächst Assistenztrainer bei Vorwärts Stralsund. Von 1983 bis 1988 war er verantwortlicher Trainer der Stralsunder.

## Statistik
Günter Baltrusch war während vier Spielzeiten in der DDR-Oberliga aktiv. Dabei kam er in 41 Spielen zum Einsatz und erzielte ein Tor:
- 1962/63: SC Aufbau Magdeburg, 1 Spiel
- 1963/64: SC Aufbau Magdeburg, 1 Spiel
- 1971/72: ASG Vorwärts Stralsund, 16 Spiele, 1 Tor
- 1974/75: ASG Vorwärts Stralsund, 23 Spiele